# Tunel Lochkov
Tunel Lochkov (czeski: Lochkovský tunel) – tunel drogowy, będący częścią autostrady D0 (Obwodnica Pragi), w południowo-zachodniej części Pragi, w Czechach. Prawa rura tunelu ma długość 1661 m, a lewa 1620 m. Tunel biegnie pod wzgórzem między płaskowyżem w Lochkovie a doliną Wełtawy i Berounki w Radotínie. Do wschodniego portalu tunelu przylega Most Radotíński, gdzie dalej D0 krzyżuje się z autostradą D4.
Tunel został otwarty w 2010 roku.